# Sixtus I.
Svatý Sixtus I. byl 7. papežem katolické církve. Jeho pontifikát se datuje do let 115/116–125.

## Život
Svatý Sixtus byl sedmým papežem katolické církve na počátku 2. století. V nejstarších dokumentech je jeho jméno psáno jako Xystus, což v řečtině znamená „oholený“. Podle Liber Pontificalis pocházel z Říma a jeho otec se jmenoval Pastor. Papežem byl za vlády císaře Hadriána.
V katolické tradici se mu připisují tato nařízení:
- nikdo, vyjma posvěcené osoby, se nesmí dotýkat bohoslužebných nádob a korporale musí být z pravého lněného plátna,
- biskupové, kteří byli povoláni ke Svatému stolci se nesmějí vrátit do své původní diecéze bez výslovného svolení apoštolským listem,
- část mše Sanctus recitují kněží společně s věřícími.

Traduje se, že byl mučedníkem, ale k tomuto tvrzení nejsou žádné důkazy. Byl pohřben ve Vatikánu vedle hrobky svatého Petra. Jeho ostatky byly údajně v roce 1132 převezeny do Alatri, ačkoliv jiné prameny (O. Jozzi : „Il corpo di S. Sisto I., papa e martire rivendicato alla basilica Vaticana“, Rome, 1900) tvrdí, že jsou stále v Bazilice sv. Petra.
Jeho památka se připomíná 3. dubna.